# Hemerobius nitidulus
Hemerobius nitidulus is een insect uit de familie van de bruine gaasvliegen (Hemerobiidae), die tot de orde netvleugeligen (Neuroptera) behoort. 
Hemerobius nitidulus is voor het eerst wetenschappelijk beschreven door Fabricius in 1777.